# 5e armée (France)
Pour les articles homonymes, voir 5e armée.
La 5e armée française est une unité de l'armée de terre française qui a combattu durant la Première et la Seconde Guerre mondiale.
C'est l'une des cinq armées créées et mises sur le pied de guerre par le Grand quartier général lors du déclenchement du plan XVII en réponse à l’attaque allemande d'août 1914.

## Création et différentes dénominations
- 1914 : création de la 5e armée le 2 août, en application du Plan XVII.

## Commandement

### Chefs de la5earmée
- 2 août 1914 - 3 septembre 1914 : général Lanrezac
- 3 septembre 1914 - 31 mars 1916 : général Franchet d'Espèrey
- 31 mars 1916 - 22 mai 1917 : général Mazel
- 22 mai 1917 - 10 juin 1918 : général Micheler
- 10 juin - 5 juillet 1918 : général Buat
- 5 juillet - 7 octobre 1918 : général Berthelot
- 7 octobre 1918 - 11 novembre 1918 : général Guillaumat
- 2 septembre 1939 - 26 juin 1940 : général Bourret

### Chefs d'état-major
- 2 août - 28 septembre 1914 : général Hély d'Oissel
- 28 septembre 1914 - 14 juin 1915 : lieutenant-colonel de Lardemelle
- 14 juin 1915 - 12 avril 1916 : colonel Daydrein
- 12 avril 1916 - 18 janvier 1917 : lieutenant-colonel Madelin
- 18 janvier - 25 mai 1917 : lieutenant-colonel Spire
- 25 mai 1917 - 20 octobre 1918 : colonel Belhague
- 20 octobre - : général Putois

## Première Guerre mondiale

### Composition à la mobilisation
À la mobilisation, en août 1914, cette armée comprenait les 1er, 2e, 3e, 10e et 11e corps d'armée, quatre divisions de cavalerie et trois divisions de réserve.

#### 1ercorpsd’armée (Lille)
(Général Franchet d'Espèrey)
| 1re division d'infanterie (Lille) (Général Gallet) - 1re brigade d’infanterie (Lille) (Général Marjoulet) 43e régiment d’infanterie (Lille) 127e régiment d’infanterie (Valenciennes) - 2e brigade d’infanterie (Cambrai) (Général Christian Sauret) 1er régiment d’infanterie (Cambrai) 84e régiment d’infanterie (Avesnes-sur-Helpe) - Éléments organiques divisionnaires : - A.D. 1 : 15e régiment d'artillerie de campagne (Douai) 5e escadron du 6e régiment de chasseurs à cheval Compagnie 1/1 du 3e régiment du génie | 2e division d'infanterie (Arras) (Général Deligny) - 3e brigade d’infanterie (Arras) (Général Duplessis) 33e régiment d’infanterie (Arras) 73e régiment d’infanterie (Béthune) - 4e brigade d’infanterie (Saint-Omer) (colonel Philippe Pétain) 8e régiment d’infanterie (Saint-Omer) 110e régiment d’infanterie (Dunkerque) - Éléments organiques divisionnaires : - A.D. 2 : 27e régiment d'artillerie de campagne (Saint-Omer, Aire-sur-la-Lys) 6e escadron du 6e régiment de chasseurs à cheval Compagnie 1/2 du 3e régiment du génie | - Éléments non endivisionnés (ENE) 201e régiment d’infanterie (Cambrai) 284e régiment d’infanterie (Avesnes-sur-Helpe) 1er régiment d'artillerie à pied (Maubeuge, Dunkerque) - Éléments organiques de corps d’armée État-major du 1er corps d'armée (Lille) 41e régiment d'artillerie de campagne (Douai) 6e régiment de chasseurs à cheval Compagnie 1/3, Compagnie 1/4, Compagnie de pontonniers 1/16, Cie Parc 1/21 du 3e régiment du génie 1re section du train des équipages (Lille) 1re section de secrétaires d'état-major et de recrutement (Lille) 1re section de commis et d'ouvriers militaires d'administration (Lille) 1re section d'infirmiers militaires (Lille) 1re légion de gendarmerie (Lille) |

#### Le2ecorpsd’armée (Amiens)
| 3e division d'infanterie - 5e brigade d’infanterie (Amiens) 72e régiment d’infanterie (Amiens) 128e régiment d’infanterie (Abbeville, Amiens) - 6e brigade d’infanterie (Beauvais) 51e régiment d’infanterie (Beauvais) 87e régiment d’infanterie (Saint-Quentin) - Éléments organiques divisionnaires : - A.D. 3 : 17e régiment d'artillerie de campagne (La Fère) 5e escadron du 19e régiment de chasseurs à cheval Compagnie 2/1 du 3e régiment du génie | 4e division d'infanterie (Compiègne) - 7e brigade d'infanterie (Soissons) 91e régiment d’infanterie (Mézières) 147e régiment d’infanterie (Sedan) - 8e brigade d’infanterie (Saint-Quentin) 45e régiment d’infanterie (Laon) 148e régiment d’infanterie (Rocroi, Givet) - 87e brigade d'infanterie 120e régiment d’infanterie (Peronne, Stenay) 9e bataillon de chasseurs à pied (Lille, Longuyon) 18e bataillon de chasseurs à pied (Amiens, Longuyon) - Éléments organiques divisionnaires : - A.D. 4 : 42e régiment d'artillerie de campagne (Stenay, (La Fère)) 2e escadron du 16e régiment de dragons Compagnie 2/2 du 3e régiment du génie | - Éléments non endivisionnés (ENE) 272e régiment d’infanterie (Amiens) 328e régiment d’infanterie (Abbeville, Amiens) 29e régiment d'artillerie de campagne (Laon) - Éléments organiques de corps d’armée État-major du 2e corps d'armée - Cavalerie : 19e régiment de chasseurs à cheval - Génie : Compagnie 2/3, Compagnie 2/4, Compagnie 2/16, Compagnie de Parc 2/21 du 3e régiment du génie 2e section du train des équipages (Amiens) 2e section de secrétaires d'état-major et de recrutement (Amiens) 2e section de commis et d'ouvriers militaires d'administration (Amiens) 2e section d'infirmiers militaires (Amiens) 2e légion de gendarmerie (Amiens) |

#### Le3ecorpsd’armée (Rouen)
| 5e division d'infanterie (Rouen) - 9e brigade d’infanterie (Rouen) 39e régiment d’infanterie (Rouen) 74e régiment d’infanterie (Rouen) - 10e brigade d’infanterie (Caen) 36e régiment d’infanterie (Caen) 129e régiment d’infanterie (Le Havre) - Éléments organiques divisionnaires : - Cavalerie : 1er escadron du 7e régiment de chasseurs à cheval - A.D. 5 : 43e régiment d'artillerie de campagne (Caen) - Génie : Compagnie 3/1 du 3e régiment du génie | 6e division d'infanterie - 11e brigade d'infanterie (Saint-Denis) 24e régiment d’infanterie (Bernay, Paris) 28e régiment d’infanterie (Évreux, Paris) - 12e brigade d'infanterie (Paris) 5e régiment d’infanterie (Falaise, Paris) 119e régiment d’infanterie (Lisieux, Courbevoie) - Éléments organiques divisionnaires : - Cavalerie : 6e escadron du 7e régiment de chasseurs à cheval - A.D. 6 : 22e régiment d'artillerie de campagne (Versailles) - Génie : Compagnie 3/2 du 3e régiment du génie | - Éléments non endivisionnés (ENE) 239e régiment d’infanterie (Rouen) 274e régiment d’infanterie (Rouen) 11e régiment d'artillerie de campagne (Rouen) - Éléments organiques de corps d’armée État-major du 3e corps d'armée 7e régiment de chasseurs à cheval 3e section du train des équipages (Vernon) 3e section de secrétaires d'état-major et de recrutement (Rouen) 3e section de commis et d'ouvriers militaires d'administration (Rouen) 3e section d'infirmiers militaires(Vernon) 3e légion de gendarmerie (Rouen) |

#### Le10ecorpsd'armée (Rennes)
| 19e division d'infanterie - 37e brigade d'infanterie (Saint-Brieuc) 48e régiment d’infanterie (Guingamp) 71e régiment d’infanterie (Saint-Brieuc) - 38e brigade d'infanterie (Rennes) 41e régiment d’infanterie (Rennes) 70e régiment d’infanterie (Vitré) - Éléments organiques divisionnaires : - A.D. 19 : 7e régiment d'artillerie de campagne (Rennes) - Cavalerie : un escadron du 13e régiment de Hussards (Dinan) - Génie : Compagnie 10/1 du 6erégiment du génie | 20e division d'infanterie - 39e brigade d'infanterie (Saint-Lô) 25e régiment d’infanterie (Cherbourg) 136e régiment d’infanterie (Saint-Lô) - 40e brigade d'infanterie (Saint-Malo) 2e régiment d’infanterie (Granville) 47e régiment d’infanterie (Saint-Malo) - Éléments organiques divisionnaires : - A.D. 20 : 10e régiment d'artillerie de campagne (Rennes) - Cavalerie : un escadron du 13e régiment de Hussards (Dinan) - Génie : Compagnie 10/2 du 6erégiment du génie | - Éléments non endivisionnés (ENE) 241e régiment d’infanterie (Rennes) 270e régiment d’infanterie (Vitré) 50e régiment d'artillerie de campagne (Rennes) - Éléments organiques de corps d’armée État-major du 10e corps d'armée 10e section du train des équipages (Fougères) 10e section de secrétaires d'état-major et de recrutement (Rennes) 10e section de commis et d'ouvriers militaires d'administration (Rennes) 10e section d'infirmiers militaires (Rennes) 10e légion de gendarmerie(Rennes) |

#### Le11ecorpsd’armée (Nantes)
| 21e division d'infanterie (Nantes) - 41e brigade d'infanterie (Nantes) 64e régiment d’infanterie (Ancenis) 65e régiment d’infanterie (Nantes) - 42e brigade d'infanterie (La Roche-sur-Yon) 93e régiment d’infanterie (La Roche-sur-Yon) 137e régiment d’infanterie (Fontenay-le-Comte) - Éléments organiques divisionnaires : - Cavalerie : un escadron du 2e régiment de chasseurs à cheval (Pontivy) - A.D. 21 : 51e régiment d'artillerie de campagne (Nantes) - Génie : Compagnie 11/1 du 6erégiment du génie Angers | 22e division d'infanterie (Vannes) - 43e brigade d'infanterie (Vannes) 62e régiment d’infanterie (Lorient) 116e régiment d’infanterie (Vannes) - 44e brigade d'infanterie (Quimper) 19e régiment d’infanterie (Brest) 118e régiment d’infanterie (Quimper) - Éléments organiques divisionnaires : - Cavalerie : un escadron du 2e régiment de chasseurs à cheval (Pontivy) - A.D. 22 : 35e régiment d'artillerie de campagne (Vannes) - Génie : Compagnie 11/2 du 6erégiment du génie Angers | 52e division de réserve - 103e brigade d'infanterie 291e régiment d’infanterie (Mézières) 347e régiment d’infanterie (Sedan) 348e régiment d’infanterie (Rocroi, Givet) - 104e brigade d'infanterie 320e régiment d’infanterie (Péronne, Stenay) 245e régiment d’infanterie (Laon) |

| - Éléments organiques divisionnaires : - Cavalerie 2 escadrons du 4e régiment de cuirassiers. - A.D. 52 : 17e régiment d'artillerie de campagne (1 groupe 75) 29e régiment d'artillerie de campagne (1 groupe 75) 42e régiment d'artillerie de campagne (1 groupe 75) - Génie 1er régiment du génie (compagnies 2/13, 2/19, 2/24) Détachement Transmissions 8e régiment du génie | 60e division de réserve - 119e brigade d'infanterie 248e régiment d’infanterie (Guingamp) 271e régiment d’infanterie (Saint-Brieuc) 247e régiment d’infanterie (Saint-Malo) - 120e brigade d'infanterie 225e régiment d’infanterie (Cherbourg) 336e régiment d’infanterie (Saint-Lô) 202e régiment d’infanterie (Granville) | - Éléments organiques divisionnaires : - Cavalerie : 5e et 6e escadrons du 24e régiment de dragons. - A.D. 60 : 7e régiment d'artillerie de campagne (1 groupe 75) 10e régiment d'artillerie de campagne (1 groupe 75) 50e régiment d'artillerie de campagne (1 groupe 75) - Génie 1er régiment du génie (compagnies10/13,10/19,10/24) Détachement Transmissions 8e régiment du génie - Éléments non endivisionnés (ENE) - Infanterie : 293e régiment d’infanterie (La Roche-sur-Yon) 317e régiment d’infanterie (Le Mans) - Artillerie : 28e régiment d'artillerie de campagne (Vannes) 3e régiment d'artillerie à pied (Brest) - Éléments organiques de corps d’armée État-major du 11e corps d'armée 11e section du train des équipages (Nantes) 11e section de secrétaires d'état-major et de recrutement (Nantes) 11e section de commis et d'ouvriers militaires d'administration (Nantes) 11e section d'infirmiers militaires (Nantes) 11e légion de gendarmerie (Nantes) |

#### Éléments d'armée
| 37e division d'infanterie - 73e brigade d'infanterie régiment de marche du 2e régiment de zouaves régiment de marche du 3e régiment de zouaves - 74e brigade d'infanterie régiment de marche du 2e tirailleurs régiment de marche du 3e tirailleurs - Éléments organiques divisionnaires : - A.D. 37 : 2e groupe d'artillerie d'Afrique - Cavalerie : un escadron du - Génie : | 38e division d'infanterie - 39e brigade d'infanterie régiment de marche du 1er régiment de zouaves régiment de marche du 4e régiment de zouaves - 40e brigade d'infanterie 1er régiment de marche des tirailleurs 4e régiment de marche des tirailleurs 8e régiment de marche des tirailleurs 9e régiment de marche des tirailleurs - Éléments organiques divisionnaires : - A.D. 38 : 1er groupe d'artillerie d'Afrique - Cavalerie : un escadron du - Génie : |

#### Éléments organiques d'armée
- artillerie lourde

2 groupes de 155 CTR et 2 groupes de 120 B du 1er régiment d'artillerie lourde
1 groupe de 120 L du 4e régiment d'artillerie lourde
génie
Cie sapeurs télégraphistes no 9
Détachement radio G
Cie de pontonniers 24/2 du 7e régiment du génie
Aéronautique
Dorand : DO 4, DO 6
Caudron : C.11
Nieuport: N 12
Robert Esnault-Pelterie : REP 15
Voisin : V 24

### Changements au cours de la guerre
Fin avril 1918 à Arcis-sur-Aube (Aube), le 2e corps de l'armée italienne du général Albricci est intégré à la 5e armée. Il se compose de deux divisions d'infanterie et de diverses troupes de corps d'armée.

| 3e division d'infanterie : général Vittorio Emanuele Pittaluga - brigade Napoli 75e régiment d'infanterie 76e régiment d'infanterie - brigade Salerno 89e régiment d'infanterie 90e régiment d'infanterie - 4e régiment d'artillerie de campagne - 60e bataillon de sapeurs | 8e division d'infanterie : général Giovanni Beruto - brigade Brescia 19e régiment d'infanterie 20e régiment d'infanterie - brigade Alpi 51e régiment d'infanterie 52e régiment d'infanterie - 10e régiment d'artillerie de campagne - 25e bataillon de sapeurs La brigade Alpi est commandée par le colonel-brigadier Peppino Garibaldi, petit-fils du « héros des deux mondes » Giuseppe Garibaldi (1807-1882), qui s'était déjà battu sur le front français en 1914/1915, avant l'entrée en guerre de l'Italie, à la tête de la "Légion garibaldienne" (4e régiment de marche du 1er régiment de la Légion étrangère). |

Au total, le 2e corps d'armée compte environ 60 000 hommes, aguerris par plusieurs années de combats sur le front italien.

### Historique

#### 1914
- 2 - 13 août : concentration dans la région de Vouziers, Rethel et Aubenton ; couverture par le 2e corps d'armée jusqu'au 8 août et le corps de cavalerie Sordet sur le front Givet, Mouzon (4e armée).
- 13 - 21 août : mouvement vers le nord-est, puis à partir du 16 août vers le nord jusqu'à la ligne Jeumont (armée britannique), Charleroi, Floreffe, Dave, Dinant, Givet, Revin (4e armée).
- 21 - 23 août : bataille de Charleroi, puissante attaque allemande sur tout le front de la Sambre.
- 24 - 27 août : repli jusqu'au sud de l'Oise par les lignes successives Mariembourg, Solre-le-Château, Maubeuge (24 août) ; Rocroi, Avesnes-sur-Helpe, Maroilles (armée britannique) le 25 août ; Any, Hirson, La Capelle, lisière sud de la forêt du Nouvion (armée britannique).
- 27 août - 6 septembre : arrêt du repli et regroupement sur les hauteurs sud de l'Oise entre Autreppes et Moy.

29 août : bataille de Guise, offensive en vue de retarder la progression allemande. Puis poursuite du repli.
30 août : la Serre.
31 août : Chemin des Dames.
1er septembre : l'Aisne.
2 septembre : abords de Reims, Fère-en-Tardenois, Oulchy-le-Château.
3 septembre : Épernay, Condé-en-Brie.
4 septembre : La Ferté-Gaucher, Montmort.
5 septembre : forêt de Jouy (en liaison avec l'armée britannique), Villiers-Saint-Georges, La Villeneuve-lès-Charleville (en liaison avec le détachement d'armée Foch, appelé ensuite 9e armée).
- 6 - 10 septembre : engagée dans la bataille de la Marne (bataille des Deux Morins) en liaison avec l'armée britannique : résistance à la poussée allemande (combats d'Esternay, de Courgivaux, de Montceaux-lès-Provins) ; puis à partir du 7 septembre, offensive française, franchissement du Grand Morin le 7 septembre, du Petit Morin le 8 septembre ; franchissement de la Marne sur le front Château-Thierry (armée britannique), Condé-en-Brie et Baye (9e armée).
- 10 - 15 septembre : poursuite des troupes allemandes en retraite (l'aile droite de l'armée refusée) vers Ville-en-Tardenois 11 septembre ; vers la Vesle le 12 septembre ; vers l'Aisne le 13 septembre jusqu'à la ligne : Cerny-en-Laonnois (armée britannique), Craonne, Berry-au-Bac, Bétheny, Prunay (9e armée).
- 15 - 19 septembre : engagée dans la bataille de l'Aisne, tentatives de ruptures du front allemand, violents combats le 19 septembre à Craonne et à Brimont. Puis stabilisation et occupation d'un secteur sur le front précité.

18 septembre : limite droite ramenée à La Neuvillette.
- 7 octobre : extension du front à droite jusqu'à la ferme des Marquises (4e armée) à la suite de la suppression de la 9e armée.
- 12 - 14 octobre : attaque française sur tout le front.
- 17 octobre : extension du front à gauche jusqu'à l'écluse de Moussy-sur-Aisne.
- 3 novembre : extension du front à gauche jusqu'à Condé-sur-Aisne (6e armée).
- 3 - 13 novembre : contre-attaques françaises, dans la région de Vailly-sur-Aisne.

#### 1915
- 4 août : extension du front à gauche jusqu'à Pernant (6e armée).

#### 1916
- 10 mars : combats au bois des buttes.
- 12 avril : introduction de la 10e armée à gauche de la 5e armée.
- 30 juin : la 3e armée est introduit sur le front, entre la 5e armée à droite et la 10e armée à gauche.
- 29 octobre : la 1re armée remplace la 3e armée, à gauche de la 5e armée.

#### 1917
- 6 janvier : réduction du front, à gauche, par suite de l'introduction de la 6e armée ; limite gauche ramenée à Troyon, puis le 18 janvier à la ferme d'Hurtebise.
- 16 avril - 7 mai : engagée dans la bataille du Chemin des Dames, offensive sur tout le front, prise de Berméricourt, de La Ville-aux-Bois-lès-Pontavert et de la cote 108 ; avance jusqu'à la ligne Brimont, cote 108, abords de Juvincourt-et-Damary et de Craonne et jusqu'au Chemin des Dames.

21 avril : limite gauche ramenée à l'Aisne, par l'introduction de la 10e armée.
- 7 mai : à partir de cette date, organisation et défense des positions conquises.
- 21 mai : limite gauche portée sur la Miette (10e armée).
- 28 octobre : la 6e armée est à gauche de la 5e armée sur la Miette, à la suite du retrait de la 10e armée.

#### 1918
- 29 mars : à partir de cette date, retrait du front ; mouvement vers Beauvais. Tenue dans cette région prête à intervenir.
- 29 - 31 mai : engagée sur le front Prunay (4e armée) Arcis-le-Ponsart (5e armée) dans la 3e bataille de l'Aisne. Repli entre Reims et la Marne.
- 31 mai : limite droite ramenée au fort de la Pompelle (4e armée).
- juin : stabilisation et organisation du front : fort de la Pompelle (4e armée), Reims, Vrigny, Verneuil, Trélou-sur-Marne (6e armée).
- 4 juillet : limite droite ramenée à Prunay (4e armée).
- 8 juillet : limite gauche ramenée vers Troissy.
- 15 - 18 juillet : engagée dans la 4e bataille de Champagne : combats dans la vallée de l'Ardre ; repli jusqu'à la ligne Vrigny, Nanteuil-la-Forêt, Venteuil, Festigny.

17 juillet : introduction de la 9e armée à gauche de la 5e armée, limite vers Festigny.
- 18 juillet - 6 août : engagée dans la 2e bataille de la Marne : progression au nord de la Marne, combats sur l'Ardre et à l'ouest de Reims.

25 juillet : à la suite du retrait de la 9e armée, extension du front de la 5e armée, à gauche jusque vers Jaulgonne (4e armée).
2 août : à partir de cette date, poursuite des troupes allemandes jusqu'à la Vesle.
- 6 août - 29 septembre : organisation et défense du front entre Prunay (4e armée) et Unchair (6e armée).

7 septembre : extension du front, à gauche jusque vers Presles (10e armée), par suite du retrait de la 6e armée.
16 - 17 septembre : combats vers Glennes et l'arbre de Romain.
- 29 septembre - 4 octobre : engagée dans la bataille de Champagne et d'Argonne, jusqu'au 4 octobre bataille de Saint-Thierry, progression depuis le front : la Vesle, Romain, Glennes, Villers-en-Prayères jusqu'au canal de l'Aisne à la Marne.
- 4 - 20 octobre : exploitation de la bataille de Saint-Thierry : offensive sur tout le front de l'armée, franchissement de la Suippe et de l'Aisne ; progression vers la région de Rethel (4e armée), Nizy-le-Comte, camp de Sissonne (10e armée).
- 20 octobre - 5 novembre : engagée dans la bataille de la Serre jusqu'au 30 octobre : attaque de la Hundings Stellung, progression sur Herpy-l'Arlésienne, Recouvrance, Banogne, puis organisation des positions conquises.

27 octobre : liaison à gauche, avec la 3e armée qui remplace la 10e armée retirée du front.
- 5 - 11 novembre : engagée dans la poussée sur la Meuse : progression depuis la ligne Rethel, Banogne-Recouvrance, La Selve, Novion-Porcien, Château-Porcien (6 novembre), puis par Signy-l'Abbaye (7 novembre), jusqu'à la ligne Charleville, Château-Regnault-Bogny, sud de Revin, atteinte lors de l'armistice.

## Seconde Guerre mondiale

### Composition au 10 mai 1940
| - 8e corps d'armée - 12e corps d'armée - 17e corps d'armée - 43e corps d'armée de forteresse | - unités organiques: - 44e division d'infanterie - 405e régiment de pionniers - 415e régiment de pionniers - 425e régiment de pionniers - 436e régiment de pionniers - 439e régiment de pionniers - groupe de bataillons de chars no 517 - groupe de bataillons de chars no 501 - groupe de bataillons de chars no 508 |